# TV5 Monde
TV5 Monde (bis 2006 TV5) ist ein internationaler französischsprachiger Fernsehsender, der weltweit über Satellit und Kabel verbreitet wird. Er wird von öffentlich-rechtlichen Rundfunkanstalten der vier französischsprachigen Länder Frankreich, Belgien, Schweiz und Kanada getragen. Er entspricht damit dem Konzept nach in etwa dem deutschsprachigen Fernsehsender 3sat. Nach eigenen Angaben ist TV5 Monde heute nach MTV der zweitgrößte internationale Fernsehsender.

## Geschichte
TV5 wurde am 2. Januar 1984 von den französischen Sendern TF1, Antenne 2 (heute: France 2) und FR 3 (heute: France 3), sowie der belgischen RTBF und der schweizerischen TSR gegründet. Da es sich um fünf Gründungsmitglieder handelte, wurde als Name TV5 gewählt. 1986 stieß noch ein Konsortium von Programmveranstaltern aus Quebec und anderen Teilen Kanadas hinzu. 1987 schied TF1 nach seiner Privatisierung aus dem Verbund aus.
Nach Plänen von Nicolas Sarkozy zur Überarbeitung der öffentlich-rechtlichen Medien sollte der Sender mit France 24 zusammengelegt werden, und den Namen FranceMonde tragen. Indessen wandten sich die übrigen an TV5 beteiligten Sender gegen die vorherrschende Rolle Frankreichs und gegen einen Namen, der einen allzu starken Bezug auf Frankreich nimmt.
TV5 wurde am 8. April 2015 Opfer eines Hackerangriffs, bei dem IS-Propaganda verbreitet wurde. Unbekannte hatten die Ausstrahlung des Fernsehprogramms für mehrere Stunden unterbrochen und die Website sowie die Konten bei sozialen Netzwerken übernommen. Während des Angriffs wurde über diese IS-Propagandamaterial verbreitet und den französischen Soldaten im Nahen Osten sowie deren Familien mit dem Tod gedroht. Französische Behörden richteten ihre Ermittlungen in dem Fall im Sommer 2015 gegen eine Gruppe russischer Hacker, die als APT 28 identifiziert wurde. Der Schaden betrug mehrere Millionen Euro. Um 18 Uhr (UTC+1 Sommerzeit) desselben Tages setzte der Sender sein Programm fort.

## Leitung, Struktur, Teilhaber und Partner
- France Télévisions (46,42 %)[6]
- France Médias Monde (11,97 %)
- RTBF (10,53 %)
- RTS (10,53 %)
- CBC/Radio-Canada (6,32 %)
- TVMonaco (5,26 %)[7]
- Télé-Québec (4,21 %)
- arte (3,12 %)
- INA (1,65 %)

Generaldirektor ist seit Januar 2013 Yves Bigot.

## Programmversionen
TV5 strahlt sein Programm weltweit in neun verschiedenen Versionen aus und hat sein Programmschema an die jeweiligen Zeitzonen angepasst.
| Versionsname                  | Zielgebiet bzw. Verbreitung |
| ----------------------------- | --- |
| France/Belgique/Suisse/Monaco | Frankreich, Belgien, Schweiz (je nach Betreiber und Sprachregion), Monaco, französische Übersee-Départements (Guadeloupe, Martinique, Französisch-Guayana, Réunion und Mayotte) |
| Europe                        | nicht-französischsprachiges Europa (Schweiz: je nach Betreiber) |
| Afrique                       | Afrika ohne Maghreb und Ägypten |
| Maghreb – Orient              | Naher Osten, Maghreb |
| Asie                          | Asien ohne Vorderasien |
| Québec/Canada                 | Kanada |
| États-Unis                    | Vereinigte Staaten |
| Amérique Latine               | Mexiko, Mittelamerika, Südamerika, Karibik (ohne französische Übersee-Départements)                                                                                             |
| Brésil                        | Brasilien (mit portugiesischen Untertiteln) |
| Pacifique                     | Japan, Ozeanien |

TV5 Québec/Canada identifizierte sich auf dem Bildschirm nur als TV5, inzwischen erscheint wie bei den anderen sieben Versionen neben TV5MONDE die Regionskennung im Logo.
Acht der neun Versionen werden in Paris bei der Dachgesellschaft TV5 Monde zusammengestellt, die neunte Version, TV5 Québec/Canada, dagegen in Montreal.

## Programm
TV5 strahlt zum größten Teil Sendungen der Teilhaber und Partnersender aus und ist ein Vollprogramm. Inlandsnachrichtensendungen der vier Länder werden über den Tag verteilt ausgestrahlt, jedoch strahlt TV5 auch alle vier Stunden eigenproduzierte Nachrichtensendungen aus.
Bestimmte Sendungen wie Serien, Filme oder Magazine werden mit Untertiteln in zehn verschiedenen Sprachen angeboten, darunter auf Deutsch. Die deutschen Untertitel sind über den DVB-Modus von TV5 Monde Europe zu finden. Sie sind bei digitalem Satelliten- bzw. Kabelempfang direkt über den Empfänger anzuwählen und bei analogem Kabelempfang automatisch im Bild. Bis Anfang 2011 wurden die Untertitel auch im Teletext ausgestrahlt, mittlerweile jedoch eingestellt.

## Empfang
TV5 Monde wird über Satellit verbreitet und in viele Rundfunkkabelnetze eingespeist. Die Verbreitung über das Kabelnetz von Vodafone wurde im Januar 2025 eingestellt.

## TV5MONDEplus
Unter dem Titel TV5MONDEplus sind Spiel- und Dokumentarfilme sowie Serien und Musiksendungen in der sendereigenen Mediathek kostenlos abrufbar, auf Wunsch mit Untertiteln.

## Senderlogos

Logo 1984–1988
Logo 1988–1991
Logo 1991–1995
Logo 1995–2006
Logo 2006–2009
Logo 2009–2021
Logo seit 2021

## LernplattformLangue française
TV5 bietet mit der Plattform Langue française eine kostenlose Plattform zum Erlernen der französischen Sprache auf den Kompetenzniveaus A1 bis B2 an.